# Clovis Dumont
Clovis Dumont (né le 11 janvier 1927, mort le 27 mars 2016 à Saint-Lambert) était un animateur de radio et conteur québécois d'origine huronne.

## Biographie
Dans les années 1950, il travaille en tant qu'annonceur aux postes de radio CHRC et CHRC-FM de Québec. Par la suite, il rejoint CJMS et CKVL, où il anime notamment l'émission La ligne est occupée en compagnie de Gilles Pellerin.
En 1974 et 1975, il participe à la série télévisée pour enfants Patofville, où il incarne le grand chef Amikwan. Pour cette occasion, il adapte plusieurs contes et légendes amérindiennes, dont certains sont enregistrés sur disque en 1974.
En tant que fier représentant de la communauté huron-wendat, il s'est toujours beaucoup impliqué auprès de celle-ci. Sa voix puissante a résonné sur les ondes de CKVL jusqu'à la fin des années 1980.